# Unterseeboot 422
L'U-422 est un U-Boot type VIIC utilisé par la Kriegsmarine pendant la Seconde Guerre mondiale.
L'U-422 n'a ni coulé ni endommagé de navire au cours de l'unique patrouille (31 jours en mer) qu'il effectua.  
Le sous-marin a également participé à une Rudeltaktik.
Il fut coulé par un avion Américain au nord des Açores, en octobre 1943.

## Conception
Unterseeboot type VII, l'U-422 avait un déplacement de 769 tonnes en surface et 871 tonnes en plongée. Il avait une longueur totale de 67,10 m, un maître-bau de 6,20 m, une hauteur de 9,60 m, et un tirant d'eau de 4,74 m. Le sous-marin était propulsé par deux hélices de 1,23 m, deux moteurs Diesel F46 de six cylindres produisant un total de 2 060 à 2 350 kW en surface et de deux moteurs électriques Siemens-Schuckert GU 343/38-8 produisant un total 550 kW, en plongée. Le sous-marin avait une vitesse en surface de 17,7 nœuds (32,8 km/h) et une vitesse de 7,6 nœuds (14,1 km/h) en plongée. Immergé, il avait un rayon d'action de 80 milles marins (150 km) à quatre nœuds (7,4 km/h; 4,6 milles par heure), en surface, son rayon d'action était de 8 500 milles nautiques (soit 15 700 km) à 10 nœuds(19 km/h).
L'U-422 était équipé de cinq tubes lance-torpilles de 53,3 cm (quatre montés à l'avant et un à l'arrière) et embarquait quatorze torpilles. Il était équipé d'un canon de pont de 8,8 cm SK C/35 (220 coups)et d'un canon anti-aérien de 20 mm Flak. Son équipage comprenait 49 sous mariniers.

## Historique
Le sous-marin fut commandé le 10 avril 1941 à Dantzig (Danziger Werft), sa quille fut posée le 11 février 1942, il fut lancé le 10 octobre 1942 et mis en service le 10 février 1943, sous le commandement de l'Oberleutnant zur See Wolfgang Poeschel.
Il servit dans la 8. Unterseebootsflottille jusqu'au 31 juillet 1943 et dans la 1. Unterseebootsflottille jusqu'à sa perte.
Sa première patrouille fut précédée par un bref passage à Kiel. 
L'U-422 quitta Bergen le 8 septembre 1943 et patrouilla dans l'Atlantique Nord vers l'Islande et les Îles Féroé. Le 23, il fut attaqué par des grenades anti-sous-marine et mitraillé par des Handley Page Halifax. Trois hommes furent blessés, dont deux grièvement. L'assistance médicale put être donné car le sous-marin de ravitaillement (l'U-460) était dans les parages.
Le 4 octobre il fut attaqué et coulé à la position 43° 13′ N, 28° 58′ O, par des torpilles Mark 24 d'un TBM Avenger et d'un F4F Wildcat américain. Les deux avions venaient du porte-avions d'escorte USS Card.
Les 49 membres d'équipage décédèrent dans cette attaque.

### Rudeltaktik
L'U-422 prit part à une Rudeltaktik (meute de loups) durant sa carrière opérationnelle :
- Leuthen (15-24 septembre 1943)

## Affectations
- 8. Unterseebootsflottille du 10 février 1943 au 31 juillet 1943 (Flottille d'entraînement).
- 1. Unterseebootsflottille du 1er août 1943 au 4 octobre 1943 (Flottille de combat).

## Commandement
- l'Oberleutnant zur Voir Wolfgang Poeschel du 10 février 1943 au 4 octobre 1943.